# Azerbaijan Airlines
Azerbaijan Airlines (in azero: Azərbaycan Hava Yolları), nota anche come AZAL, è la compagnia di bandiera e la più grande compagnia aerea dell'Azerbaigian. Con sede a Baku, vicino all'aeroporto di Baku-Heydər Əliyev, il vettore opera verso destinazioni in Asia, CSI, Europa e Stati Uniti. Azerbaijan Airlines è un membro della International Air Transport Association. La compagnia aerea è stata fondata il 7 aprile 1992 come prima compagnia aerea nazionale dopo che il paese ha ottenuto la sua indipendenza.

## Storia
Nel 1990, l'Azerbaigian annunciò che stava creando una propria compagnia aerea e che sarebbe stata indipendente da Aeroflot, il fornitore di lunga data di servizi aerei per le repubbliche sovietiche. Azerbaijan Airlines (AZAL) venne ufficialmente fondata il 17 agosto 1992. Il suo primo presidente fu Vagif Sadykhly.
Formata dalla sussidiaria regionale di Aeroflot, Azerbaijan Airlines, nota anche come Azerbaijan Hava Yollari, presto allargò le sue rotte al di fuori dell'Unione Sovietica, che era stato il dominio esclusivo di Aeroflot. La rotta Baku-Istanbul venne lanciata nel gennaio 1991 in collaborazione con Turkish Airlines, e la compagnia cargo Aviasharg venne creata in collaborazione con gli Emirati Arabi Uniti. AZAL ereditò un'enorme flotta da Aeroflot, inclusi più di 20 Tupolev di fabbricazione sovietica, alcuni aerei di linea e cargo regionali, 90 aerei leggeri e 50 elicotteri. Tuttavia, la compagnia noleggiò un paio di Boeing 727 che un tempo appartenevano alla Pan Am (costruiti nel 1968).
Nel novembre 1994, AZAL aprì una rotta per Dubai, che, insieme a Istanbul, era un hub chiave per le merci provenienti da occidente. Presto si espanse anche a Teheran, Tel Aviv, San Pietroburgo, Londra e in Cina. Il servizio verso diverse destinazioni regionali venne sospeso a metà del 1998, a causa dei bassi margini e della necessità di riparare i tre aerei Yak-40. Con l'eccezione di alcune grandi città, il servizio ai paesi vicini della CSI venne sospeso nel gennaio 1999, a causa dei debiti. Anche queste rotte erano generalmente non redditizie e stavano affrontando una nuova concorrenza da parte dei treni. Secondo Trend News Agency, i voli nazionali rappresentavano solo il 16% circa del traffico di AZAL nel 1998.
La disputa sul confine dell'Azerbaigian con l'Armenia sul Nagorno-Karabakh ritardò il finanziamento per l'acquisto di due nuovi Boeing 757 dalla US Ex-Im Bank. La garanzia sul prestito di 66 milioni di dollari fu la prima transazione della Ex-Im Bank in Azerbaigian. Il finanziamento venne garantito anche dal governo dell'Azerbaijan e dalla Banca Internazionale dell'Azerbaigian. L'Export Credits Guarantee Department del Regno Unito garantì il finanziamento dei motori Rolls-Royce, utilizzati da entrambi i Boeing 757. Il primo dei due venne consegnato nell'autunno del 2000. Gli aerei hanno offerto al vettore un'autonomia, un comfort ed un'efficienza senza precedenti sulle rotte internazionali a lungo raggio. Hanno anche contribuito a proiettare un'immagine moderna nel mondo. Il secondo Boeing 757 arrivò a dicembre, carico di forniture mediche a causa di un recente terremoto in Azerbaijan. Nel gennaio 2001, AZAL utilizzò uno degli aerei per iniziare a operare la rotta Parigi-Baku in collaborazione con Air France.
L'Azerbaigian, un paese prevalentemente musulmano, registrò una riduzione del traffico aereo in seguito agli attacchi terroristici dell'11 settembre contro gli Stati Uniti. AZAL fu in grado di rimanere redditizia per tutto il 2001, tuttavia, e persino di compiere progressi verso il pagamento del debito. La compagnia aerea iniziò presto ad acquistare nuovi aeromobili dopo il ritiro dei vecchi modelli sovietici. AZAL ordinò i suoi primi elicotteri di fabbricazione occidentale nell'ottobre 2002, acquistandone sei per 52 milioni di euro da Eurocopter. AZAL utilizza gli elicotteri per trasportare personale e attrezzature verso le piattaforme petrolifere nel Mar Caspio.
Nel luglio 2004, due degli aerei di linea AZAL vennero sequestrati dalla Turchia per un debito vecchio di 12 anni dovuto dal Ministero dell'Agricoltura dell'Azerbaigian a una compagnia turca. Nello stesso mese, AZAL ordinò nuovi Antonov An-140 da 52 passeggeri di fabbricazione ucraina per rifornire la sua flotta regionale, pagando circa 36 milioni di dollari per quattro aerei.
Il 22 luglio 2010, Boeing e Azerbaijan Airlines hanno firmato un accordo per cambiare l'ordine di due Boeing 737 Next Generation con un Boeing 767-300ER e due 767 Freighter. Compreso questo annuncio, Azerbaijan Airlines aveva un totale di otto Boeing in ordine: due 767-300ER, due 767 Freighter, due 737 Next Generation 737 e due 787-8. Nel settembre 2010, AZAL ha annullato l'ordine per i restanti due 737 Next Generation.
Il 23 e 24 dicembre 2014, Azerbaijan Airlines ha preso in consegna i 2 Boeing 787 Dreamliner che aveva ordinato. Insieme all'introduzione dei 787, la compagnia aerea ha anche lanciato la sua prima premium economy.
Il 12 novembre 2017, Boeing ha stipulato un accordo per la vendita di cinque aerei 787-8 ad Azerbaijan Airlines, in un ordine del valore di circa 1,9 miliardi di dollari al prezzo di listino.

## Destinazioni

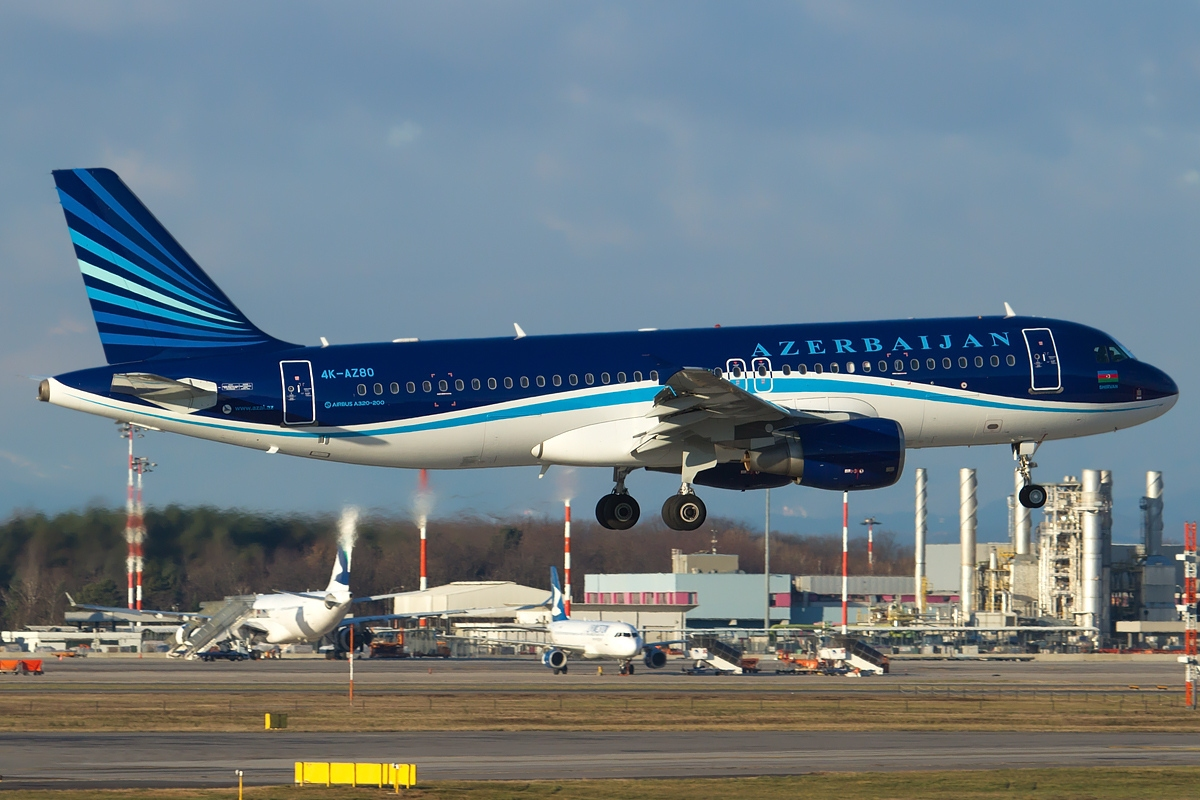
Un Airbus A320-200.

Al 2022, Azerbaigian Airlines offre voli tra Arabia Saudita, Azerbaigian, Cina, Emirati Arabi Uniti, Francia, Germania, India, Israele, Italia, Kuwait, Regno Unito, Repubblica Ceca, (Russia voli sospesi dal 26 dicembre 2024, fino a nuova data), Spagna, Stati Uniti d'America, Turchia e Ucraina.

### Accordi commerciali
Al 2022 Azerbaijan Airlines ha accordi di code-share con le seguenti compagnie:
- Air Arabia
- Air France
- airBaltic
- Austrian Airlines
- Belavia
- Etihad Airways
- Lufthansa
- Qatar Airways
- S7 Airlines
- SCAT Airlines
- Turkish Airlines
- Ukraine International Airlines

## Flotta

### Flotta attuale

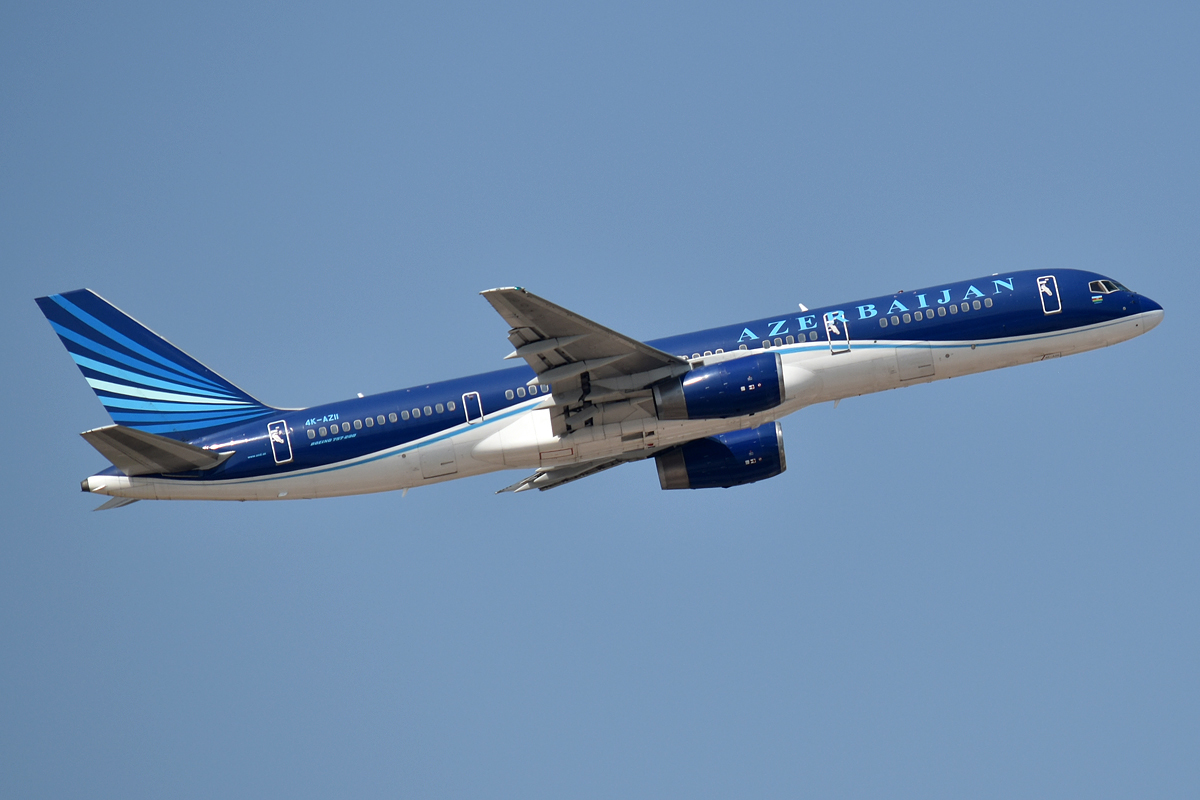
Un Boeing 757-200.

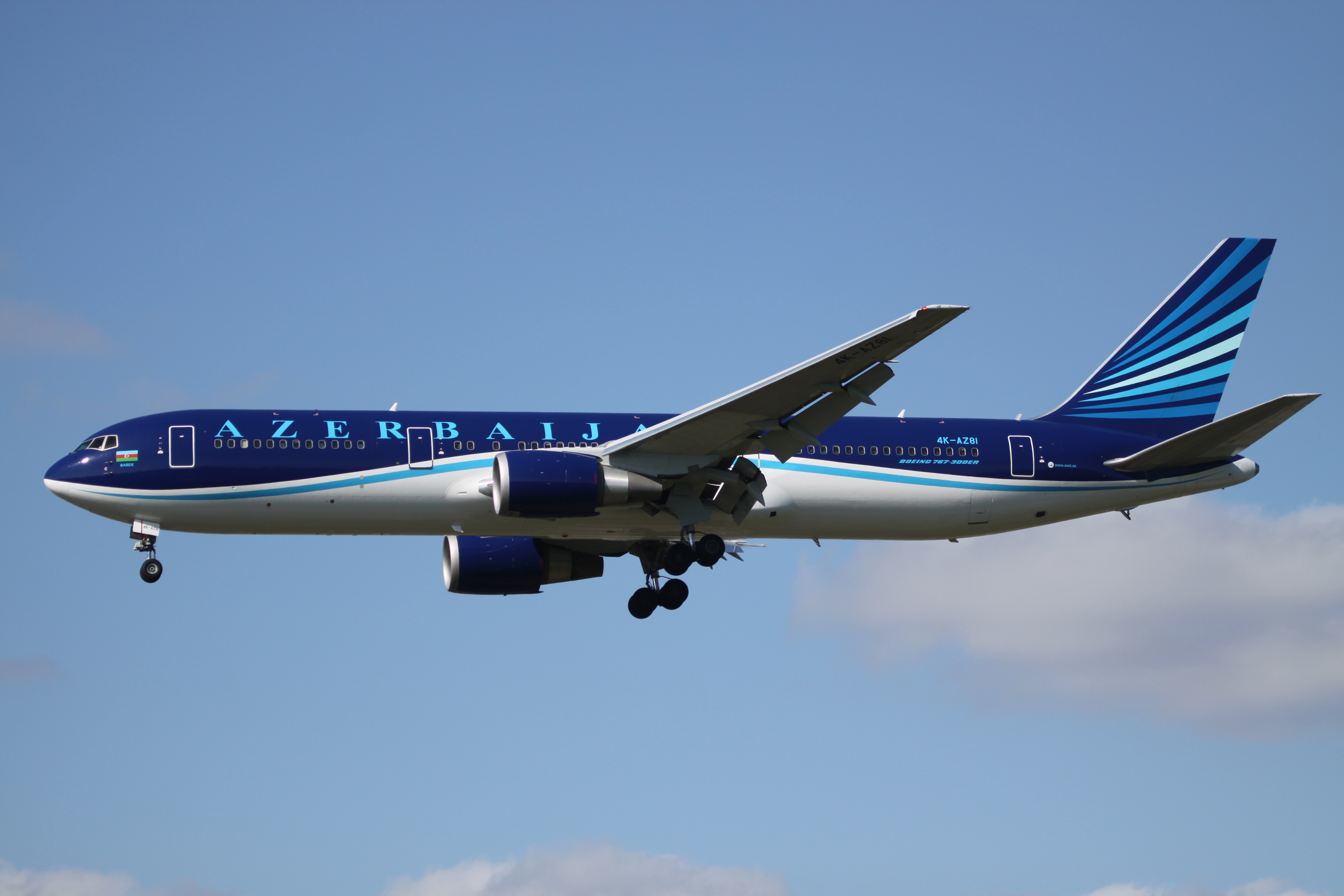
Un Boeing 767-300ER.

A maggio 2025 la flotta di Azerbaijan Airlines è così composta:

### Flotta storica

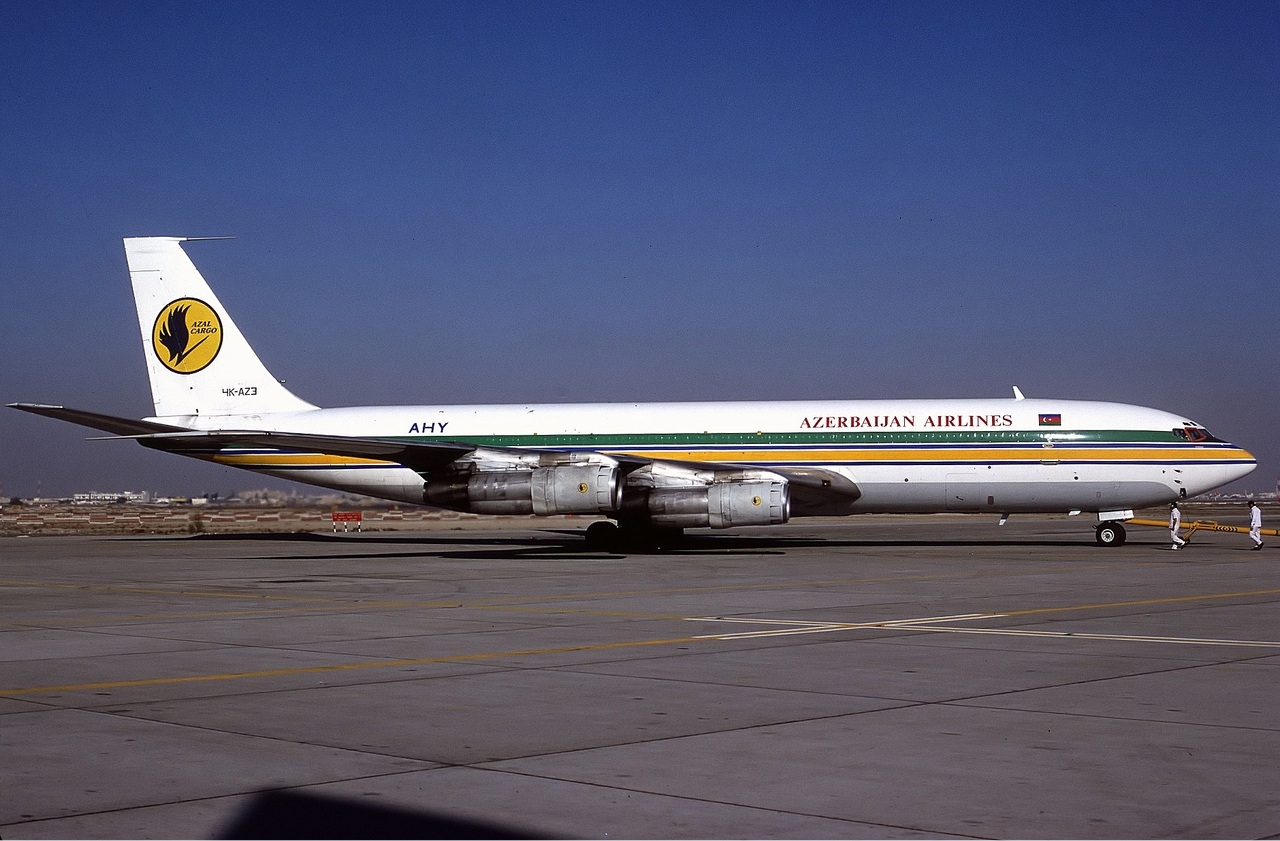
Un Boeing 707-300.

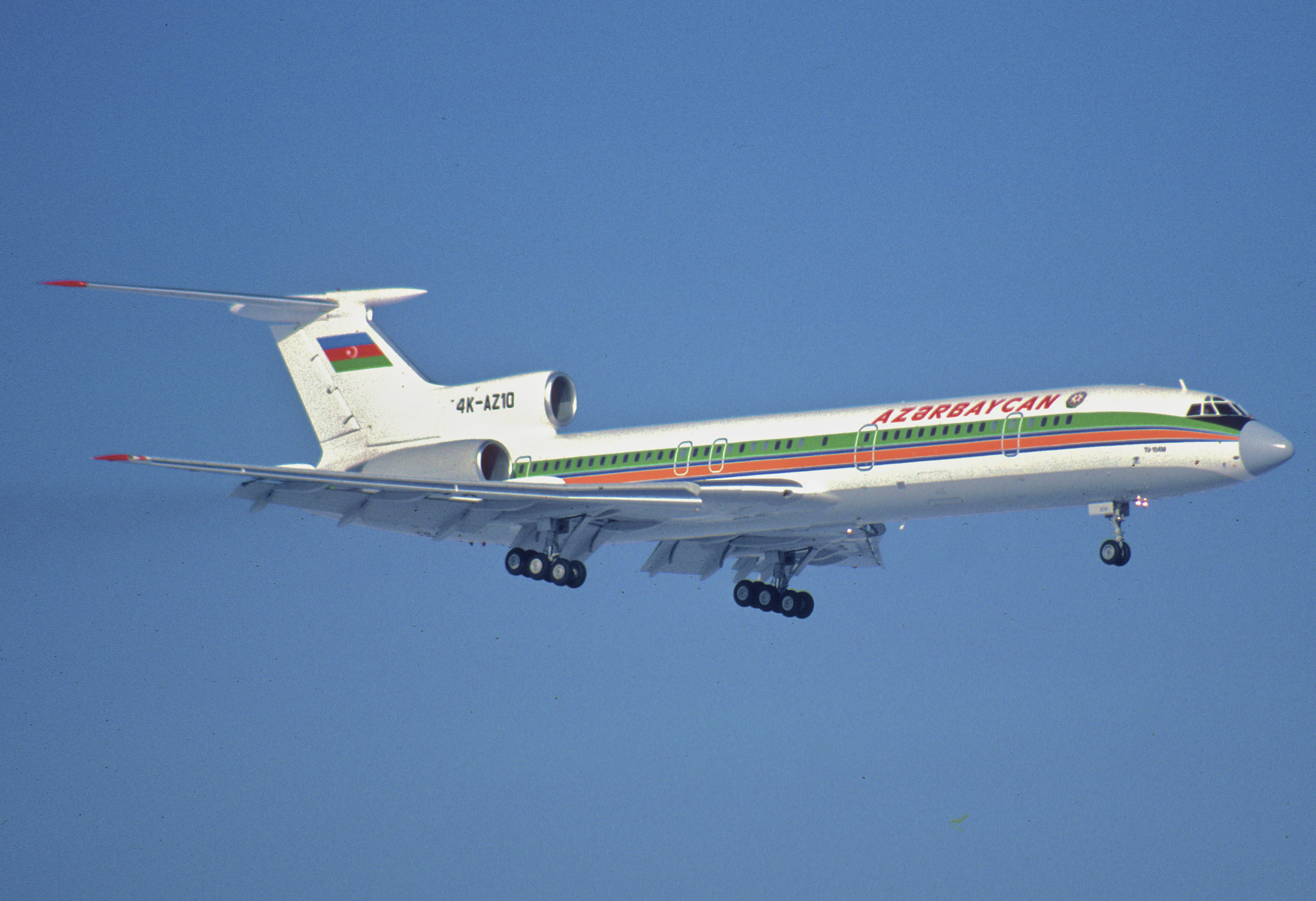
Un Tupolev Tu-154.

Azerbaijan Airlines operava in precedenza con i seguenti aeromobili:

## Incidenti
- Il 30 novembre 1995, un Boeing 707-320C, marche 4K-401, subì un guasto al carrello di sinistra che non riuscì a retrarsi dopo il decollo. L'equipaggio decise di continuare il volo fino alla base di Baku, in Azerbaigian. Dopo un passaggio basso lungo la pista, l'aereo virò a sinistra per tornare all'aeroporto. Poco dopo, la potenza dei motori venne persa a causa della mancanza di carburante. L'aereo si schiantò in un campo.[23]
- Il 5 dicembre 1995, il volo Azerbaijan Airlines 56, un Tupolev Tu-134, si schiantò al suolo uccidendo 52 delle 82 persone a bordo. Il velivolo subì un guasto al motore durante la salita, e i piloti eseguirono un atterraggio forzato che richiese una brusca virata per evitare un condominio. L'aereo finì nella periferia sud-occidentale di Nakhchivan, 3,85 chilometri dalla pista dell'aeroporto. I piloti avevano spento il motore sbagliato.[24]
- Il 23 dicembre 2005, il volo Azerbaijan Airlines 217, un Antonov An-140, precipitò nel Mar Caspio a seguito di un'avaria della strumentazione. Non ci furono sopravvissuti tra i 23 a bordo.[25]
- Il 25 dicembre 2024 il volo Azerbaijan Airlines 8243, operato con un Embraer 190, si schiantò al suolo causando la morte di 38 delle 67 persone a bordo. L'aereo era decollato da Baku-Heydər Əliyev e sarebbe dovuto atterrare a Groznyj-Severnyj, ma, per cause ancora da accertare, aveva deviato dalla rotta prevista e si accingeva ad effettuare un atterraggio di emergenza ad Aktau, in Kazakistan.[26]